# 賀泥
賀 泥（が でい、生没年不詳）は、北魏の外戚。賀護（が ご）とも書かれる。賀蘭部の出身。本貫は代郡。

## 経歴
賀悦の子として生まれた。北新公の爵位を嗣ぎ、後に肥如侯に降封された。409年（永興元年）、道武帝が拓跋紹に殺害されると、賀泥は拓跋紹に反対して安陽城の北で起兵し、賀蘭部の人々を集めた。明元帝が即位すると、拓跋渾ら8人とともに拾遺左右を命じられた。北新侯安同とともに持節として行并定二州をつとめ、并州刺史の元六頭らを弾劾して処断したため、州郡の綱紀は粛然とした。
後に太武帝に従って夏の赫連昌を攻め、功績により爵位を琅邪公に進めた。北魏の軍事や国事の重要な議論には、必ず参加するようになった。柔然に対する北征に参加し、別道の将となったが、追撃にあたって兵を進めず、討ち取った首級の数を水増ししたため、斬罪に相当するとされたが、罪を金で贖って、庶人となった。長らくを経て、光禄勲に任じられ、外都大官となり、もとの爵位にもどされた。在官のまま死去した。
子の賀丑建が後を嗣いだ。

## 伝記資料
- 『魏書』巻83上 列伝第71上
- 『北史』巻80 列伝第68